# توماس دیویی
 توماس دیویی (انگلیسی: Thomas E. Dewey؛ ۲۴ مارس ۱۹۰۲ – ۱۶ مارس ۱۹۷۱) یک سیاست‌مدار اهل ایالات متحده آمریکا بود دیویی ۴۷مین فرماندار ایالت نیویورک بود.